# Adam Marciniak
Adam Marciniak (Łódź, 28 settembre 1988) è un ex calciatore polacco, di ruolo difensore.

## Carriera

### Club
Ha giocato nella massima serie del campionato polacco con varie squadre.
Il 6 gennaio 2021, dopo cinque stagioni all'Arka Gdynia, fa ritorno all'ŁKS, squadra della sua città.

### Nazionale
Ha esordito in nazionale il 15 novembre 2013 nell'amichevole persa per 2-0 contro la Slovacchia.

## Palmarès

### Club

#### Competizioni nazionali
- Coppa di Polonia: 1

Arka Gdynia: 2016-2017
- Supercoppa di Polonia: 2

Arka Gdynia: 2017, 2018
- I liga: 1

ŁKS: 2022-2023